# Examen MIR

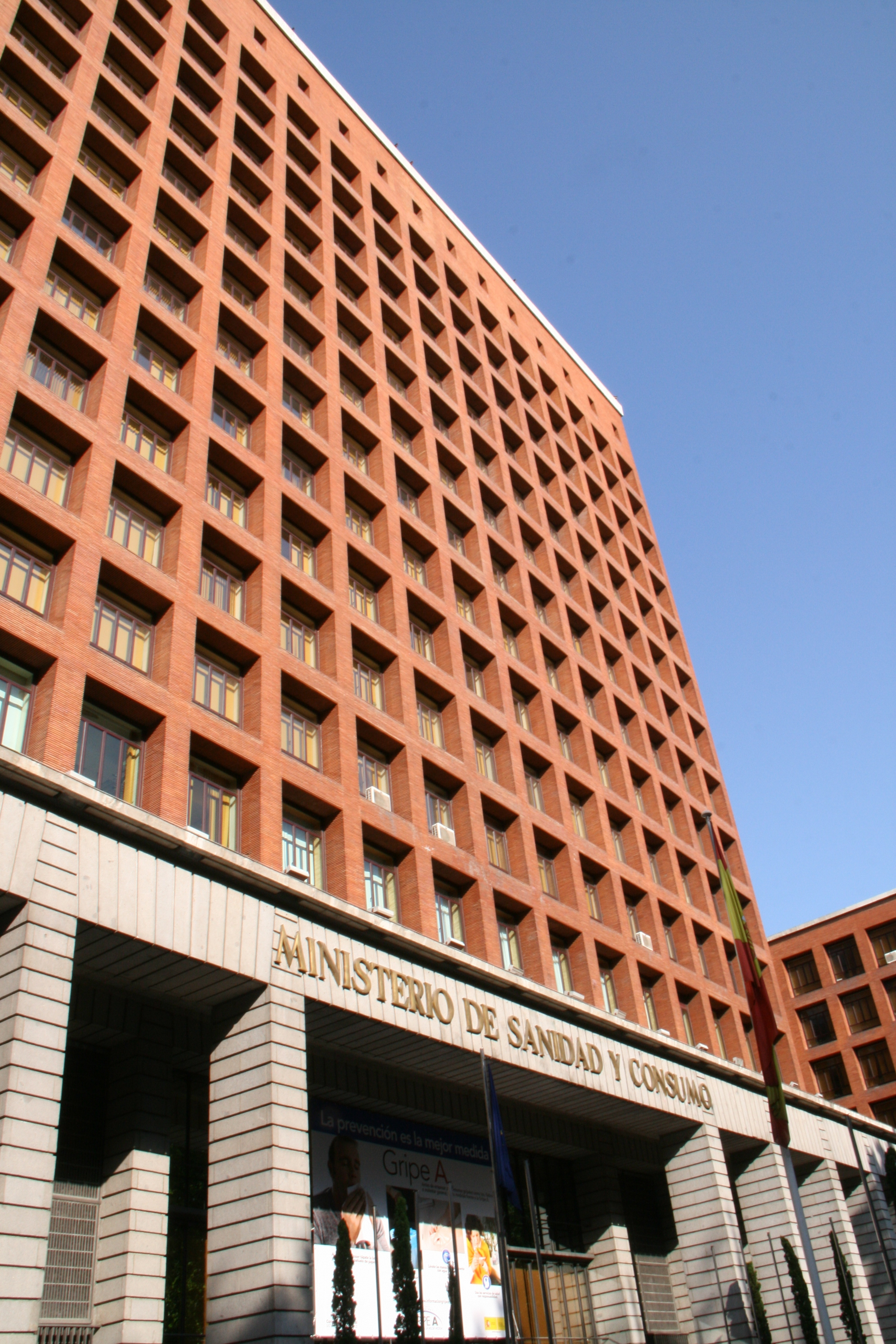
Ministerio de Sanidad, Política Social e Igualdad de España.

El examen MIR es una prueba de evaluación para acceder a la formación de especialistas médicos en España. Consiste en la evaluación, principalmente, de conocimientos mediante un cuestionario objetivo de múltiples respuestas que tiene como fin obtener una puntuación prioritaria para elegir especialidad y hospital. Dicho examen es conocido por su dificultad y por la dureza de su preparación, siendo considerada una de las oposiciones con mayor competencia y nivel de conocimientos.
En la actualidad, en España hay reconocidas 47 especialidades médicas; para acceder a esta titulación hay que pasar un periodo entre 4 y 5 años como Médico Interno Residente (MIR) en un hospital o en un centro de salud acreditado.

## Características
El examen MIR consta de 200 preguntas tipo test (hasta 2021 eran 175, en 2019 eran 225 y hasta 2010, 250), con cuatro opciones de fallo (hasta 2015 eran cinco) de las que sólo una es válida, y 10 preguntas de reserva por si se detectan problemas de formulación o erratas (210 en total). No tiene un temario oficial definido (pueden preguntar sobre cualquier aspecto que tenga que ver con la Medicina), y se documenta de aquellos temas que aparecen habitualmente en los manuales usados en las Facultades de Medicina. La duración del examen es de 4 horas y 30 minutos improrrogables, y se celebra en sedes alquiladas a tal efecto por el  Ministerio de Sanidad, que generalmente son facultades universitarias públicas repartidas por todo el territorio nacional.
La nota obtenida en el examen representa un 90% de la calificación final (hasta 2011 era el 75%) para competir por la plaza, a lo que se suma el 10% correspondiente al expediente académico (hasta 2011 era el 25%). En función de la nota, se ordenan los presentados al examen y, así, se eligen las plazas ofertadas para cursar una especialidad.

## Convocatorias

### 2010/11
En el examen de la convocatoria 2010/11 se redujo el número de preguntas a 225 y, como novedad, varias de ellas se han redactado en relación con imágenes de interés médico como radiografías, electrocardiogramas y fotografías de rasgos o características físicas de pacientes reales. Debido a que la puntuación de este examen supone el 90% de la calificación global para acceder a la plaza de formación como especialista, la preparación del examen MIR constituye la pieza fundamental del Licenciado en Medicina para continuar su formación.

### 2011/12
En el examen de la convocatoria 2011/12, una de las principales novedades es que se requerirá a todos los participantes extracomunitarios, incluidos los autorizados a residir en España, copia compulsada del documento acreditativo de la correspondiente autorización de residencia o en su caso de la autorización de estancia por estudios. A este respecto será insuficiente la manifestación de los interesados de estar incluidos en el Sistema de Verificación de Datos de Identidad al que se refiere el Real Decreto 522/2006, de 28 de abril, ya que dicho sistema no se pronuncia sobre la concreta situación administrativa del interesado en España.
Del mismo modo, se refuerzan las exigencias en el conocimiento del idioma castellano. La especial importancia que tiene la comunicación oral y escrita con el enfermo, con otros profesionales sanitarios y con todos los implicados en la prestación de la asistencia sanitaria, ha determinado que el nivel de conocimiento del idioma castellano, a aquellos aspirantes nacionales de países cuya lengua oficial no sea el español, requerido a partir de esta convocatoria sea el Diploma de Nivel Superior C1 o C2, según la clasificación derivada del Marco común europeo de referencia, expedido por el Instituto Cervantes o por la correspondiente escuela oficial de idiomas.

### 2015/16
Para esta convocatoria se introduce una nota de corte: será necesario obtener un 35 % de la media de los 10 mejores expedientes para poder acceder a las plazas. Además, se reduce el cupo para extracomunitarios del 8 al 4 %, y se introduce un cupo del 7 % para personas con discapacidad. Además, se espera una reducción del orden del 5 % en el número de plazas ofertadas

### 2018/19
BOE núm. 223 del viernes 14 de septiembre de 2018. Orden SCB/947/2018, de 7 de septiembre, por la que se aprueba la oferta de plazas y la convocatoria de pruebas selectivas 2018 para el acceso en el año 2019, a plazas de formación sanitaria especializada para Médicos, Farmacéuticos, Enfermeros y otros graduados/licenciados universitarios del ámbito de la Psicología, la Química, la Biología y la Física.

## Preguntas y respuestas
Los cuadernillos de preguntas y las respuestas correctas comentadas se publican pocos días después de la celebración del examen.
- Convocatoria 2016
  - Examen celebrado del 6 de febrero de 2016.
  - Preguntas sobre dermatología y respuestas comentadas.[6]
  - Preguntas sobre vacunas y respuestas comentadas.[7]
- Convocatoria 2017
  - Examen celebrado el 28 de enero de 2017.
  - Preguntas sobre dermatología y respuestas comentadas.[8]
  - Preguntas sobre vacunas y respuestas comentadas.[9]
- Convocatoria 2019
  - Examen celebrado el 2 de febrero de 2019.
  - Preguntas sobre dermatología y respuestas comentadas.[10]
  - Preguntas sobre vacunas y respuestas comentadas.[11]